# Oscar Candia
Oscar Andrés Candia (San Antonio de Areco, 13 de abril de 1950) es un exfutbolista argentino y actual entrenador, que se desempeñaba como portero. Militó en clubes de Argentina y Perú.
Fue arquero del Club Atlético Boca Juniors a principios de la década de 1970. Durante su trayectoria como futbolista disputó 94 partidos como profesional en Argentina, entre Primera y Segunda división.
En 1976 llegó a jugar 29 minutos de la Copa Libertadores con la camiseta del Club Alianza Lima, tras sustituir al arquero titular José Gonzales en la histórica goleada que recibió ante el Cruzeiro de Brasil por 7-1.

## Clubes

### Como futbolista
| Club                  | País      | Año       |
| --------------------- | --------- | --------- |
| Boca Juniors          | Argentina | 1970-1974 |
| Colón de Santa Fe     | Argentina | 1975      |
| Alianza Lima          | Perú      | 1976      |
| Club Atlético Tigre   | Argentina | 1977-1978 |
| Argentinos Juniors    | Argentina | 1979      |
| All Boys              | Argentina | 1980      |
| Club Atlético Liniers | Argentina | 1981      |